# خلط‌آباد نوسازی
خلط‌آباد نوسازی، روستایی است از توابع بخش جلگه زوزن و در شهرستان خواف استان خراسان رضوی ایران.

## جمعیت
این روستا در دهستان کیبر قرار داشته و بر اساس سرشماری سال ۱۳۸۵ جمعیت آن (۱۲۴خانوار) ۵۶۸نفر
بوده است.